# فرانز جوزيف غال
فرانز جوزيف غال (بالألمانية: Franz Joseph Gall)‏ هو عالم أعصاب وطبيب ألماني، ولد في 9 مارس 1758 في Tiefenbronn ‏ في ألمانيا، وتوفي في 22 أغسطس 1828 في مونتروج في فرنسا. يُنسب له أنه مؤسس علم الفراسة (معرفة قوى الإنسان العقلية من شكل جمجمته). كان غال باحثًا سابقًا لعصره ومهمًا في مجالاته. كانت مساهماته في مجال علم النفس العصبي مثيرة للجدل في ذلك الوقت، والآن يشار إليها على نطاق واسع باسم العلوم الزائفة. ومع ذلك، ساعدت دراسة غال لعلم الفراسة في تأسيس علم النفس كعلم مستقل، وساهمت في ظهور النهج الطبيعي لدراسة الإنسان، ولعبت أيضًا دورًا مهمًا في تطوير نظريات التطور والأنثروبولوجيا وعلم الاجتماع.

## البداية
وُلد غال في قرية «تايفينبرون» لأب يتاجر بالصوف كاثوليكي وثري. كانت عائلته ذات أصول نبيلة من «لومباردي»، وكان لها دور قيادي في تلك المنطقة لأكثر من قرن. كان والده رئيس بلدية «تايفينبرون» وكان غال واحدًا من بين 12 طفلًا، 7 منهم فقط عاشوا حتى وصلوا مرحلة البلوغ.
بدأ غال بحثه العلمي في شبابه، وعندما كان صبيًا، كان مفتونًا بالاختلافات بينه وبين إخوته وأصدقاءه. تطور لديه اهتمام مبكر بالمخ بعد إجراء ربط بين جمجمة أحد زملائه غريبة الشكل قليلًا وقدراته اللغوية المتقدمة. كان يستمتع بجمع وتصنيف النباتات والحيوانات. كما أدرك أهمية الملاحظة كأسلوب علمي في سن مبكرة.

## التعليم
باعتباره الابن الأكبر والثاني بين إخوته، كان معدًّا للكهنوت، ولكنه اختار بدلًا من ذلك دراسة الطب في جامعة «ستراسبورغ». في دراساته المتقدمة، حظي مرة أخرى بملاحظات حول زملائه في الفصل. لاحظ أن العديد من الطلاب المتفوقين بشكل خاص لديهم مقلات بارزة وخلص إلى أن هذا لا يمكن أن يكون من قبيل الصدفة البحتة.
أكمل في وقت لاحق شهادته في فيينا بالنمسا، وأثناء وجوده في كلية الطب، درس في عهد يوهان هيرمان «ماكسيميليان ستول، وأثار إعجابهما بأهمية الملاحظة الطبيعية. تولى أول وظيفة له في مصحة الأمراض العقلية، وكان يلاحظ حالات المختلين عقليًا. افتتح لاحقًا عيادته الخاصة التي حققت نجاحًا كبيرًا وأصبح شائعًا للغاية حتى أنه ألقى محاضرات حظيت بعدد كبير من الحضور. عُرض عليه منصب رئيس أطباء المحكمة النمساوية لكنه قرر البقاء في عيادته وأبحاثه الخاصة.

## اسهاماته في علم الفراسة
بناءً على ملاحظاته المبكرة حول أحجام الجمجمة وملامح الوجه الخاصة بزملائه، طور غال نظرية علم الأعضاء (دراسة بنية الأعضاء ووظائفها) وطريقة إجراء منظار للجمجمة التي عرفت لاحقًا باسم علم الفراسة. تنص نسخة غال من علم الأحياء على أن العقل عبارة عن مجموعة من الكيانات المستقلة والموجودة داخل الدماغ. تنظير القحف (فحص شكل وبنية الجمجمة) هو وسيلة لتحديد شخصية وتطور الامكانيات العقلية والأخلاقية على أساس الشكل الخارجي للجمجمة. خلال حياته، جمع غال وشاهد أكثر من 120 جمجمة من أجل اختبار فرضياته.
اعتقد غال أن نتوءات وجغرافيا الجمجمة البشرية غير المستوية سببها الضغط الذي يمارس عليها من الدماغ تحتها. قسم الدماغ إلى أقسام تتوافق مع بعض السلوكيات والصفات التي سماها الملكات (الإمكانيات) الأساسية، وهذه إشارة إلى التخصيص المكاني الوظيفي (أي ربط كل مكان في الدماغ بوظيفة محددة). اعتقد غال أن هناك 27 ملكة أساسية، من بينها: تذكر الناس، القدرة الميكانيكية، موهبة الشعر، حب الامتلاك (الملكيات الخاصة)، وحتى غريزة القتل. استنادًا إلى سطح جمجمة شخص ما، يمكن أن يتكهن غال بملكات ذلك الشخص الأساسية ومن ثم شخصيته.
اختلف غال مع «فيليب بينيل» و«بيتر كامبر» في أنه كلما ازداد حجم الدماغ تمتع هذا الشخص بقوة فكرية أكبر. ومع ذلك، بعد العديد من التشريحات والملاحظات، تمكن من التأكيد على أن الجمجمة الناضجة التي يقل محيطها عن 14 بوصة لن تتمكن من العمل بشكل طبيعي.

## العلاقة مع يوهان سبورزهايم
في عام 1800، حضر «يوهان سبورزهايم» إحدى محاضرات غال العامة فعينه كمساعد للمساعدة في الشروحات الطبية العامة. في عام 1804، أصبح شريكًا متفرغًا لأبحاث غال.  عملا معًا لسنوات لتطوير نظريات حول توطين الدماغ ووظيفته (التخصيص الوظيفي). في عام 1813، انفصل سبورزهايم عن غال من أجل صنع اسم لنفسه في بريطانيا. اتهمه غال في وقت لاحق بالسرقة الأدبية وأوقف عمله. كان سبورزهايم من منح اسم علم الفراسة لنظريات غال.

## انجازات أخرى
بخلاف مساهماته في علم الفراسة، يعد غال أقل شهرة لإنجازاته الأخرى. أثناء تطوير نظرياته حول توطين الوظائف العقلية في الدماغ، تقدم جال بشكل كبير في علم التشريح. بدلاً من التقطيع العشوائي، كما كان الحال في السنوات السابقة، تضمنت طريقته الاستكشاف البطيء لهيكل الدماغ بالكامل وفصل الألياف الفردية. كان هذا التحول في المنهجية مؤثرًا للغاية في الاكتشافات المستقبلية للدماغ.
بحث غال أيضًا في نظريته حول اللغة، التواصل، والدماغ. وقال إن علم الإيماءات، كان لغة عالمية لجميع الحيوانات والبشر. حيث كان يعتقد أن كل شيء حي ولد مع القدرة على فهم الإيماءات على مستوى ما.
في عام 1823، انتخب عضواً أجنبياً في الأكاديمية الملكية السويدية للعلوم. نشر كتابًا حول وظائف الدماغ وكل جزء من أجزائه مع ملاحظات حول إمكانية تحديد الغرائز والميول والمواهب، أو التصرفات الأخلاقية والفكرية للرجال والحيوانات، عن طريق تكوين الدماغ والرأس يشرح بالتفصيل أبحاثه الواسعة حول وظائف المخ وتوطينها. تُرجم إلى اللغة الإنجليزية في عام 1835 من قبل «لويس وينسلو». 

## الاستقبال والجدل
كانت مفاهيم غال حول توطين وظائف الدماغ ثورية، وتسببت في استياء القادة الدينيين وبعض العلماء. اعتبرت الكنيسة الكاثوليكية الرومانية نظريته مخالفة للدين. أدان الوسط العلمي هذه الأفكار لعدم وجود دليل علمي على نظريته. حاول آخرون تشويه سمعة جال لأنهم اعتقدوا أنه لم يعطِ الفضل الصحيح في النظريات والعلماء الذين أثروا عليه. اتيان جان جورج اتهم غال بسرقة فكرة تشارلز بونيه الأساسية لتوطين الدماغ التي كتبها عنها منذ أكثر من 60 عامًا.
لم تكن أفكاره مقبولة لدى محكمة الإمبراطور جوزيف الثاني (شقيق ماري أنطوانيت). اتهمت الحكومة النمساوية غال بأنه مادي وحظرت أفكاره بسبب تهديدها للأخلاق العامة. بسبب هذه المعارضة، غادر غال منصب محاضر في النمسا. سعى لشغل منصب تدريس في ألمانيا واستقر في نهاية المطاف في باريس. كانت فرنسا الثورية على الأرجح المكان الأكثر كرمًا لنظرياته. ومع ذلك، أعلن نابليون بونابرت، الإمبراطور الحاكم، والمؤسسة العلمية التي يقودها معهد فرنسا، أن علمه غير صالح. على الرغم من كل هذا، تمكن جال من تأمين وجود مريح على أساس تخصصه. أصبح من المشاهير من نوع ما حيث تم قبوله في صالونات فكرية باريس.
كان من الأفضل قبول نظريات غال وممارساته في إنجلترا، حيث استخدمتها الطبقة الحاكمة لتبرير الدونية لمواطنيها المستعمرين. أصبحت شائعة جدًا في الولايات المتحدة من عام 1820 إلى عام 1850. كان أحد التأثيرات المثيرة للاهتمام على الطب النفسي، حيث اقترح الطبيب النفسي في جنوب إيطاليا بياجيو جيوشينو ميراجليا تصنيفًا جديدًا للمرض العقلي استنادًا إلى وظائف المخ كما تم تصوره في علم فراسة الدماغ الخاص بغال.

## الإرث
على الرغم من العديد من المشاكل المرتبطة بعمله، قدم غال إسهامات كبيرة في علم الأعصاب. توفي في باريس، في 22 أغسطس 1828. رغم أنه متزوج، ظل بلا أطفال. عاش بعض المتحدرين من إخوته مباشرة في ألمانيا حتى عام 1949. يمكن رؤية مجموعة من جماجمه في متحف روليت في بادن باي فيينا، النمسا، حيث يعيش الآن العديد من أقاربه.
واليوم، يُنظر إلى علم الفراسة على أنه خطوة خاطئة كبيرة من قبل المجتمع العلمي. فكرة أن شخصية الشخص تتحدد من شكل جمجمته دُحِضت مرارًا وتكرارًا. ولكن في ذلك الوقت، كانت حجج غال مقنعة ومثيرة للاهتمام. وضع غال الأساس لعلم الأعصاب الحديث من خلال نشر فكرة التوطين الوظيفي داخل الدماغ.
تعمدت إساءة استخدام أفكار غال وعمله لتبرير التمييز من قبل زملائه، بما في ذلك يوهان سبورزهايم. في وقت لاحق، حاول آخرون تحسين نظرياته بأنظمة كالخصائص.
كان لنظريات غال تأثير على كل من عالم الجريمة الإيطالي سيزار لومبروس ومنافسه الفرنسي ألكسندر لاكاساني. أثر أيضًا على عالم التشريح الفرنسي بول بروكا.

## وصلات خارجية
- فرانز جوزيف غال على موقع الموسوعة البريطانية (الإنجليزية)
- فرانز جوزيف غال على موقع إن إن دي بي (الإنجليزية)